# VM i håndbold 2011 (mænd)
Verdensmesterskabet i håndbold for mænd 2011 var det 22. VM i håndbold for mænd arrangeret af International Handball Federation (IHF). Slutrunden blev afviklet i januar 2011 i Sverige.
Frankrig var forsvarende verdensmestre og genvandt titlen uden at tabe en kamp i slutrunden. Dog satte holdet point til, da det spillede 28-28 mod Spanien i det indledende gruppespil.
I finalen besejrede det franske hold Danmark med 37-35 efter forlænget spilletid. Dermed blev Frankrig den tredje nation, der vandt VM fire gange gennem tiden, og holdet deler dermed rekorden for flest VM-titler med Sverige og Rumænien. Samtidig blev Frankrig ligeledes det tredje hold gennem tiden til at forsvare et VM-guld. Det var ligeledes kun Sverige og Rumænien, som tidligere havde opnået dette – senest Rumænien i 1974. Nederlaget i finalen var Danmarks eneste i turneringen.
Bronzemedaljerne gik til Spanien, der besejrede de svenske værter med 24-23 i bronzekampen.

## Slutrunde

### Værtsland
Den 13. juli 2007 offentliggjorde IHF, at otte lande havde ansøgt om værtskabet for slutrunden:
| - Australien - Danmark - Grækenland - Qatar | - Spanien - Sverige - Tjekkiet - Ungarn |

VM-slutrunden havde tre gange tidligere været afviklet i Sverige (1954, 1967 og 1993), Tjekkiet (Tjekkoslovakiet) havde været værtsland to gange (1964 og 1990), mens Danmark en enkelt gang havde lagt haller til en VM-slutrunde (1978). Ingen af de øvrige ansøgerlande havde tidligere været værter for en VM-slutrunde.
Den 23. maj 2008 meddelte IHF, at kun Tjekkiet, Danmark, Ungarn, Spanien og Sverige fortsat var interesserede i værtskabet, og at man forventede at træffe en afgørelse vedrørende tildelingen af værtskabet for slutrunden på et møde i oktober 2008.
Dette møde blev afholdt den 18. oktober, hvor Sverige blev tildelt mesterskabet med syv stemmer. Danmark fik tre stemmer, mens Spanien fik to stemmer. Ungarn fik ingen stemmer 

### Værtsbyer og arenaer
| Malmø              | Göteborg                                                               | Linköping                                                              | Norrköping                     |
| ------------------ | ---------------------------------------------------------------------- | ---------------------------------------------------------------------- | ------------------------------ |
| Malmö Arena        | Scandinavium                                                           | Cloetta Center                                                         | Himmelstalundshallen           |
| Kapacitet: 13.700  | Kapacitet: 12.044                                                      | Kapacitet: 8.500                                                       | Kapacitet: 4.300               |
| Malmö Arena        | Scandinavium                                                           | Cloetta Center                                                         | Himmelstalundshallen           |
| Jönköping          | Malmø Lund Kristianstad Göteborg Skövde Jönköping Linköping Norrköping | Malmø Lund Kristianstad Göteborg Skövde Jönköping Linköping Norrköping | Skövde                         |
| Kinnarps Arena     | Malmø Lund Kristianstad Göteborg Skövde Jönköping Linköping Norrköping | Malmø Lund Kristianstad Göteborg Skövde Jönköping Linköping Norrköping | Arena Skövde                   |
| Kapacitet: 7.000   | Malmø Lund Kristianstad Göteborg Skövde Jönköping Linköping Norrköping | Malmø Lund Kristianstad Göteborg Skövde Jönköping Linköping Norrköping | Kapacitet: 2.500               |
| Kinnarps Arena     | Malmø Lund Kristianstad Göteborg Skövde Jönköping Linköping Norrköping | Malmø Lund Kristianstad Göteborg Skövde Jönköping Linköping Norrköping | Arena Skövde                   |
| Kristianstad       | Malmø Lund Kristianstad Göteborg Skövde Jönköping Linköping Norrköping | Malmø Lund Kristianstad Göteborg Skövde Jönköping Linköping Norrköping | Lund                           |
| Kristianstad Arena | Malmø Lund Kristianstad Göteborg Skövde Jönköping Linköping Norrköping | Malmø Lund Kristianstad Göteborg Skövde Jönköping Linköping Norrköping | Färs och Frosta Sparbank Arena |
| Kapacitet: 4.500   | Malmø Lund Kristianstad Göteborg Skövde Jönköping Linköping Norrköping | Malmø Lund Kristianstad Göteborg Skövde Jönköping Linköping Norrköping | Kapacitet: 3.000               |
|                    | Malmø Lund Kristianstad Göteborg Skövde Jönköping Linköping Norrköping | Malmø Lund Kristianstad Göteborg Skövde Jönköping Linköping Norrköping | Färs och Frosta Sparbank Arena |

### Hold
Slutrunden havde deltagelse af 24 hold. Værtslandet Sverige og de forsvarende mestre fra Frankrig var automatisk kvalificeret til slutrunden. De øvrige 22 hold blev fundet ved kvalifikationsturneringer på de forskellige kontinenter. Følgende hold kvalificerede sig til slutrunden:
| Europa                                                 | Europa                                                  | Afrika                    | Asien                  | Panamerika                | Oceanien   |
| ------------------------------------------------------ | ------------------------------------------------------- | ------------------------- | ---------------------- | ------------------------- | ---------- |
| Sverige Frankrig Kroatien Island Polen Spanien Serbien | Rumænien Danmark Østrig Norge Ungarn Tyskland Slovakiet | Tunesien Egypten Algeriet | Sydkorea Bahrain Japan | Argentina Brasilien Chile | Australien |

### Indledende runde
I den indledende runde spillede holdene i fire grupper med seks hold i hver gruppe. I hver gruppe spillede de seks hold en enkeltturnering alle-mod-alle, og de tre bedst placerede hold i hver gruppe gik videre til hovedrunden, hvor der blev spillet om placeringerne 1-12. De resterende tre hold i hver gruppe gik videre til President's Cup, hvor de spillede om 13. – 24. pladserne.

#### Gruppeinddeling
De 24 hold blev inddelt i fire grupper med seks hold ved en lodtrækning, som blev foretaget i Göteborg den 9. juli 2010. De 24 hold var inden lodtrækningen blevet inddelt i seks seedningslag, og de fire grupper bestod af ét hold fra hvert seedningslag.
| Seedningslag 1 |
| -------------- |
| Frankrig       |
| Kroatien       |
| Island         |
| Polen          |

| Seedningslag 2 |
| -------------- |
| Danmark        |
| Spanien        |
| Sverige        |
| Norge          |

| Seedningslag 3 |
| -------------- |
| Serbien        |
| Østrig         |
| Tyskland       |
| Sydkorea       |

| Seedningslag 4 |
| -------------- |
| Ungarn         |
| Tunesien       |
| Rumænien       |
| Slovakiet      |

| Seedningslag 5 |
| -------------- |
| Egypten        |
| Argentina      |
| Algeriet       |
| Brasilien      |

| Seedningslag 6 |
| -------------- |
| Chile          |
| Bahrain        |
| Japan          |
| Australien     |

To hold var på forhånd blevet fordelt mellem grupperne, idet Sverige var blevet placeret i den gruppe, som blev spillet i Göteborg, mens Danmark på forhånd var kommet i gruppen med spillested i Malmø. Lodtrækningen gav følgende gruppeinddeling:
| Gruppe A |
| Frankrig |
| Spanien  |
| Tyskland |
| Tunesien |
| Egypten  |
| Bahrain  |

| Gruppe B  |
| Island    |
| Norge     |
| Østrig    |
| Ungarn    |
| Brasilien |
| Japan     |

| Gruppe C   |
| Kroatien   |
| Danmark    |
| Serbien    |
| Rumænien   |
| Algeriet   |
| Australien |

| Gruppe D  |
| Polen     |
| Sverige   |
| Sydkorea  |
| Slovakiet |
| Argentina |
| Chile     |

#### Gruppe A
Kampene i gruppe A var delt mellem to spillesteder. På hver spilledato blev der spillet to kampe i Kristianstad og én kamp i Lund.
| Dato  | Tid   | Kamp                | Res.  | Pause | Spillested   |
| ----- | ----- | ------------------- | ----- | ----- | ------------ |
| 14.1. | 18:00 | Frankrig – Tunesien | 32–19 | 15-90 | Kristianstad |
| 14.1. | 18:15 | Tyskland – Egypten  | 30–25 | 15-12 | Lund         |
| 14.1. | 20:15 | Spanien – Bahrain   | 33–22 | 16-80 | Kristianstad |
| 16.1. | 16:15 | Bahrain – Tyskland  | 18–38 | 09-20 | Kristianstad |
| 16.1. | 17:30 | Tunesien – Spanien  | 18–21 | 7-9   | Lund         |
| 16.1. | 18:45 | Egypten – Frankrig  | 19–28 | 08-12 | Kristianstad |
| 17.1. | 18:30 | Spanien – Tyskland  | 26–24 | 13-13 | Kristianstad |
| 17.1. | 20:30 | Frankrig – Bahrain  | 41–17 | 23-10 | Lund         |
| 17.1. | 20:45 | Tunesien – Egypten  | 23–27 | 10-11 | Kristianstad |
| 19.1. | 18:00 | Bahrain – Tunesien  | 21–28 | 12-15 | Lund         |
| 19.1. | 18:15 | Tyskland – Frankrig | 23–30 | 10-13 | Kristianstad |
| 19.1. | 20:30 | Spanien – Egypten   | 31–18 | 14-90 | Kristianstad |
| 20.1. | 18:00 | Egypten – Bahrain   | 26–27 | 16-15 | Lund         |
| 20.1. | 18:30 | Tyskland – Tunesien | 36–26 | 15-12 | Kristianstad |
| 20.1. | 20:45 | Frankrig – Spanien  | 28–28 | 18-13 | Kristianstad |

| Hold     | Kampe | Mål      | Point |
| -------- | ----- | -------- | ----- |
| Frankrig | 5     | 159-1060 | 9     |
| Spanien  | 5     | 139-1100 | 9     |
| Tyskland | 5     | 151-125  | 6     |
| Egypten  | 5     | 114-139  | 2     |
| Tunesien | 5     | 114-147  | 2     |
| Bahrain  | 5     | 105-166  | 2     |

#### Gruppe B
Kampene i gruppe B var delt mellem to spillesteder. De seks første kampe blev spillet i Norrköping, mens de sidste ni kampe blev afviklet i Linköping.
| Dato  | Tid   | Kamp               | Res.  | Pause | Spillested |
| ----- | ----- | ------------------ | ----- | ----- | ---------- |
| 14.1. | 17:00 | Island – Ungarn    | 32–26 | 14-11 | Norrköping |
| 14.1. | 19:10 | Norge – Japan      | 35–29 | 18-13 | Norrköping |
| 14.1. | 21:30 | Østrig – Brasilien | 34–24 | 17-13 | Norrköping |
| 15.1. | 16:30 | Ungarn – Norge     | 26–23 | 14-16 | Norrköping |
| 15.1. | 18:45 | Japan – Østrig     | 33–30 | 18-11 | Norrköping |
| 15.1. | 21:00 | Brasilien – Island | 26–34 | 12-19 | Norrköping |
| 17.1. | 17:00 | Ungarn – Brasilien | 36–24 | 18-11 | Linköping  |
| 17.1. | 19:10 | Norge – Østrig     | 33–27 | 16-11 | Linköping  |
| 17.1. | 21:30 | Island – Japan     | 36–22 | 22-80 | Linköping  |
| 18.1. | 17:00 | Japan – Ungarn     | 24–28 | 08-13 | Linköping  |
| 18.1. | 19:10 | Norge – Brasilien  | 26–25 | 13-12 | Linköping  |
| 18.1. | 21:30 | Østrig – Island    | 23–26 | 16-11 | Linköping  |
| 20.1. | 17:00 | Brasilien – Japan  | 32–33 | 12-13 | Linköping  |
| 20.1. | 19:10 | Island – Norge     | 29–22 | 12-12 | Linköping  |
| 20.1. | 21:30 | Østrig – Ungarn    | 30–32 | 16-13 | Linköping  |

| Hold      | Kampe | Mål     | Point |
| --------- | ----- | ------- | ----- |
| Island    | 5     | 157-119 | 10    |
| Ungarn    | 5     | 148-133 | 8     |
| Norge     | 5     | 139-136 | 6     |
| Japan     | 5     | 141-161 | 4     |
| Østrig    | 5     | 144-148 | 2     |
| Brasilien | 5     | 131-163 | 0     |

#### Gruppe C
Kampene i gruppe C var delt mellem to spillesteder. På hver spilledato blev der spillet to kampe i Malmø og én kamp i Lund.
| Dato  | Tid   | Kamp                  | Res.  | Pause | Spillested |
| ----- | ----- | --------------------- | ----- | ----- | ---------- |
| 14.1. | 18:00 | Kroatien – Rumænien   | 27–21 | 11-13 | Malmø      |
| 14.1. | 20:15 | Danmark – Australien  | 47–12 | 21-80 | Malmø      |
| 14.1. | 20:45 | Serbien – Algeriet    | 25–24 | 13-90 | Lund       |
| 16.1. | 18:00 | Australien – Serbien  | 18–35 | 08-16 | Malmø      |
| 16.1. | 20:00 | Algeriet – Kroatien   | 15–26 | 11-11 | Lund       |
| 16.1. | 20:15 | Rumænien – Danmark    | 30–39 | 16-17 | Malmø      |
| 17.1. | 18:00 | Kroatien – Australien | 42–15 | 19-90 | Malmø      |
| 17.1. | 18:00 | Rumænien – Algeriet   | 14–15 | 10-80 | Lund       |
| 17.1. | 20:15 | Danmark – Serbien     | 35–27 | 16-14 | Malmø      |
| 19.1. | 18:00 | Serbien – Kroatien    | 24–24 | 13-12 | Malmø      |
| 19.1. | 20:15 | Danmark – Algeriet    | 26–19 | 16-90 | Malmø      |
| 19.1. | 20:30 | Australien – Rumænien | 14–29 | 06-14 | Lund       |
| 20.1. | 18:00 | Algeriet – Australien | 27–18 | 12-11 | Malmø      |
| 20.1. | 20:15 | Kroatien – Danmark    | 29–34 | 16-15 | Malmø      |
| 20.1. | 20:30 | Serbien – Rumænien    | 28–38 | 17-20 | Lund       |

| Hold       | Kampe | Mål     | Point |
| ---------- | ----- | ------- | ----- |
| Danmark    | 5     | 181-117 | 10    |
| Kroatien   | 5     | 148-109 | 7     |
| Serbien    | 5     | 139-139 | 5     |
| Algeriet   | 5     | 100-109 | 4     |
| Rumænien   | 5     | 132-123 | 4     |
| Australien | 5     | 077-180 | 0     |

#### Gruppe D
Kampene i gruppe D blev alle spillet i Göteborg.
| Dato  | Tid   | Kamp                  | Res.  | Pause | Spillested |
| ----- | ----- | --------------------- | ----- | ----- | ---------- |
| 13.1. | 20:15 | Sverige – Chile       | 28–18 | 15-80 | Göteborg   |
| 14.1. | 18:15 | Sydkorea – Argentina  | 25–25 | 14-11 | Göteborg   |
| 14.1. | 20:15 | Polen – Slovakiet     | 35–33 | 15-17 | Göteborg   |
| 15.1. | 16:15 | Chile – Sydkorea      | 22–37 | 12-15 | Göteborg   |
| 15.1. | 18:15 | Slovakiet – Sverige   | 22–38 | 14-15 | Göteborg   |
| 15.1. | 20:15 | Argentina – Polen     | 23–24 | 06-11 | Göteborg   |
| 17.1. | 16:15 | Slovakiet – Argentina | 18–23 | 9-7   | Göteborg   |
| 17.1. | 18:15 | Polen – Chile         | 38–23 | 15-13 | Göteborg   |
| 17.1. | 20:15 | Sverige – Sydkorea    | 30–24 | 14-12 | Göteborg   |
| 18.1. | 16:15 | Chile – Slovakiet     | 29–29 | 15-12 | Göteborg   |
| 18.1. | 18:15 | Sydkorea – Polen      | 20–25 | 11-10 | Göteborg   |
| 18.1. | 20:15 | Sverige – Argentina   | 22–27 | 12-10 | Göteborg   |
| 20.1. | 16:15 | Sydkorea – Slovakiet  | 31–26 | 14-10 | Göteborg   |
| 20.1. | 18:15 | Argentina – Chile     | 35–25 | 15-13 | Göteborg   |
| 20.1. | 20:15 | Polen – Sverige       | 21–24 | 12-14 | Göteborg   |

| Hold      | Kampe | Mål     | Point |
| --------- | ----- | ------- | ----- |
| Sverige   | 5     | 142-112 | 8     |
| Polen     | 5     | 143-123 | 8     |
| Argentina | 5     | 133-114 | 7     |
| Sydkorea  | 5     | 137-128 | 5     |
| Slovakiet | 5     | 133-151 | 1     |
| Chile     | 5     | 117-167 | 1     |

### Hovedrunde
I hovedrunden spillede de tolv hold, der sluttede på første-, anden- eller tredjepladserne i grupperne i den indledende runde. De tolv hold blev inddelt i to nye gruppe med seks hold, idet holdene fra gruppe A og B blev samlet i gruppe I, mens holdene fra gruppe C og D blev samlet i gruppe II. I hver gruppe spillede de seks hold en enkeltturnering alle-mod-alle, bortset fra at hold fra samme indledende gruppe ikke mødtes igen. I stedet overførtes resultatet af holdenes indbyrdes opgør fra indledende gruppe til hovedrunden.
De to gruppevindere og to -toere gik videre til semifinalerne. De øvrige hold gik videre til placeringskampene om 5.- til 12.-pladserne: de to treere spillede om 5.-pladsen, de to firere spillede om 7.-pladsen, de to femmere spillede om 9.-pladsen, mens de to seksere spillede om 11.-pladsen.

#### Gruppe I
Kampene i gruppe I blev alle spillet i Jönköping.
| Dato  | Tid   | Kamp              | Res.  | Pause | Spillested |
| ----- | ----- | ----------------- | ----- | ----- | ---------- |
| 22.1. | 16:15 | Spanien – Norge   | 32–27 | 15-12 | Jönköping  |
| 22.1. | 18:30 | Tyskland – Island | 27–24 | 15-13 | Jönköping  |
| 22.1. | 20:45 | Frankrig – Ungarn | 37–24 | 18-13 | Jönköping  |
| 24.1. | 16:00 | Island – Spanien  | 24–32 | 10-20 | Jönköping  |
| 24.1. | 18:15 | Ungarn – Tyskland | 27–25 | 10-12 | Jönköping  |
| 24.1. | 20:30 | Norge – Frankrig  | 26–31 | 14–17 | Jönköping  |
| 25.1. | 16:15 | Tyskland – Norge  | 25–35 | 13-17 | Jönköping  |
| 25.1. | 18:30 | Spanien – Ungarn  | 30–24 | 13-13 | Jönköping  |
| 25.1. | 20:45 | Frankrig – Island | 34–28 | 16-13 | Jönköping  |

| Hold     | Kampe | Mål     | Point |
| -------- | ----- | ------- | ----- |
| Frankrig | 5     | 160-129 | 9     |
| Spanien  | 5     | 148-127 | 9     |
| Island   | 5     | 137-141 | 4     |
| Ungarn   | 5     | 127-147 | 4     |
| Norge    | 5     | 133-143 | 2     |
| Tyskland | 5     | 126-142 | 2     |

#### Gruppe II
Kampene i gruppe II var delt mellem to spillesteder, idet der på hver kampdato blev afviklet to kampe i Malmø og én kamp i Lund.
| Dato  | Tid   | Kamp                 | Res.  | Pause | Spillested |
| ----- | ----- | -------------------- | ----- | ----- | ---------- |
| 22.1. | 18:15 | Kroatien – Argentina | 36–18 | 19-60 | Lund       |
| 22.1. | 18:15 | Serbien – Sverige    | 24–28 | 13-12 | Malmø      |
| 22.1. | 20:15 | Danmark – Polen      | 28–27 | 15-90 | Malmø      |
| 23.1. | 18:15 | Sverige – Kroatien   | 29–25 | 15-12 | Malmø      |
| 23.1. | 20:15 | Polen – Serbien      | 27–26 | 10-11 | Lund       |
| 23.1. | 20:15 | Argentina – Danmark  | 24–31 | 12-17 | Malmø      |
| 25.1. | 18:15 | Kroatien – Polen     | 28–24 | 13-11 | Malmø      |
| 25.1. | 20:15 | Serbien – Argentina  | 26–25 | 15-13 | Lund       |
| 25.1. | 20:15 | Danmark – Sverige    | 27–24 | 17-11 | Malmø      |

| Hold      | Kampe | Mål     | Point |
| --------- | ----- | ------- | ----- |
| Danmark   | 5     | 154-131 | 10    |
| Sverige   | 5     | 127-124 | 6     |
| Kroatien  | 5     | 142-129 | 5     |
| Polen     | 5     | 123-129 | 4     |
| Serbien   | 5     | 127-139 | 3     |
| Argentina | 5     | 117-139 | 2     |

### Finale- og placeringskampe
Semifinalerne, bronzekampen og finalen samt kampene om placeringerne 5-12 blev spillet i Malmø og Kristianstad.
| Dato                | Tid   | Kamp                 | Res.     | Pause | Spillested   |
| Kamp om 11.-pladsen |       |                      |          |       |              |
| 27.1.               | 18:00 | Tyskland – Argentina | [0]40–35 | 13-12 | Kristianstad |
| Kamp om 9.-pladsen  |       |                      |          |       |              |
| 27.1.               | 20:30 | Norge – Serbien      | [0]32–31 | 14-16 | Kristianstad |
| Kamp om 7.-pladsen  |       |                      |          |       |              |
| 28.1.               | 18:00 | Ungarn – Polen       | 31–28    | 16-14 | Kristianstad |
| Kamp om 5.-pladsen  |       |                      |          |       |              |
| 28.1.               | 20:30 | Island – Kroatien    | 33–34    | 16-14 | Malmø        |
| Semifinaler         |       |                      |          |       |              |
| 28.1.               | 18:00 | Frankrig – Sverige   | 29–26    | 15-12 | Malmø        |
| 28.1.               | 20:30 | Spanien – Danmark    | 24–28    | 12-12 | Kristianstad |
| Bronzekamp          |       |                      |          |       |              |
| 30.1.               | 14:30 | Sverige – Spanien    | 23–24    | 11-11 | Malmø        |
| Finale              |       |                      |          |       |              |
| 30.1.               | 17:00 | Frankrig – Danmark   | [0]37–35 | 15-12 | Malmø        |

| Samlet rangering |           |
| Plac.            | Hold      |
| Guld             | Frankrig  |
| Sølv             | Danmark   |
| Bronze           | Spanien   |
| 4.               | Sverige   |
| 5.               | Kroatien  |
| 6.               | Island    |
| 7.               | Ungarn    |
| 8.               | Polen     |
| 9.               | Norge     |
| 10.              | Serbien   |
| 11.              | Tyskland  |
| 12.              | Argentina |

### President's Cup
Holdene, som i den indledende runde sluttede på fjerde-, femte- eller sjettepladserne, spillede i President's Cup om placeringerne 13-24.

#### 13.- til 16.-pladsen
Holdene, som i den indledende runde sluttede på fjerdepladserne, spillede om placeringerne 13-16.
| Dato                | Tid   | Kamp                | Res.     | Pause | Spillested |
| Semifinaler         |       |                     |          |       |            |
| 22.1.               | 14:00 | Egypten – Japan     | 34–28    | 17-14 | Skövde     |
| 22.1.               | 16:30 | Algeriet – Sydkorea | [0]24–29 | 12-17 | Skövde     |
| Kamp om 15.-pladsen |       |                     |          |       |            |
| 24.1.               | 18:00 | Japan – Algeriet    | 24–29    | 13-13 | Skövde     |
| Kamp om 13.-pladsen |       |                     |          |       |            |
| 24.1.               | 20:30 | Egypten – Sydkorea  | 23–26    | 11-12 | Skövde     |

| Samlet rangering |          |
| Plac.            | Hold     |
| 13.              | Sydkorea |
| 14.              | Egypten  |
| 15.              | Algeriet |
| 16.              | Japan    |

#### 17.- til 20.-pladsen
Holdene, som i den indledende runde sluttede på femtepladserne, spillede om placeringerne 17-20.
| Dato                | Tid   | Kamp                 | Res.  | Pause | Spillested   |
| Kvartfinaler        |       |                      |       |       |              |
| 22.1.               | 14:00 | Tunesien – Østrig    | 25–26 | 14-12 | Kristianstad |
| 22.1.               | 16:30 | Rumænien – Slovakiet | 33–38 | 19-22 | Kristianstad |
| Kamp om 19.-pladsen |       |                      |       |       |              |
| 23.1.               | 14:00 | Tunesien – Rumænien  | 29–30 | 14-17 | Kristianstad |
| Kamp om 17.-pladsen |       |                      |       |       |              |
| 23.1.               | 16:30 | Slovakiet – Østrig   | 39–35 | 19-18 | Kristianstad |

| Samlet rangering |           |
| Plac.            | Hold      |
| 17.              | Slovakiet |
| 18.              | Østrig    |
| 19.              | Rumænien  |
| 20.              | Tunesien  |

#### 21.- til 24.-pladsen
Holdene, som i den indledende runde sluttede på sjettepladserne, spillede om placeringerne 21-24.
| Dato                | Tid   | Kamp                 | Res.  | Pause | Spillested |
| Semifinaler         |       |                      |       |       |            |
| 22.1.               | 16:00 | Australien – Chile   | 21–29 | 06-17 | Malmø      |
| 22.1.               | 20:30 | Bahrain – Brasilien  | 30–37 | 15-17 | Lund       |
| Kamp om 23.-pladsen |       |                      |       |       |            |
| 23.1.               | 16:00 | Australien – Bahrain | 23–33 | 11-19 | Malmø      |
| Kamp om 21.-pladsen |       |                      |       |       |            |
| 23.1.               | 18:00 | Chile – Brasilien    | 18–28 | 11-13 | Lund       |

| Samlet rangering |            |
| Plac.            | Hold       |
| 21.              | Brasilien  |
| 22.              | Chile      |
| 23.              | Bahrain    |
| 24.              | Australien |

### All Stars
På finaledagen udtog IHF slutrundens All Stars, der bestod af følgende spillere:
- Målmand: Thierry Omeyer, Frankrig
- Højre fløj: Vedran Zrnic, Kroatien
- Højre back: Alexander Pettersson, Island
- Stregspiller: Bertrand Gille, Frankrig
- Playmaker: Dalibor Doder, Sverige
- Venstre back: Mikkel Hansen, Danmark
- Venstre fløj: Håvard Tvedten, Norge

Nikola Karabatic blev udnævnt som slutrundens mest værdifulde spiller.

### Topscorere
Følgende ti spillere scorede flest mål under slutrunden:
| Nr. | Navn                 | Land     | Mål |
| --- | -------------------- | -------- | --- |
| 1   | Mikkel Hansen        | Danmark  | 68  |
| 2   | Håvard Tvedten       | Norge    | 56  |
| 2   | Marco Vujin          | Serbien  | 56  |
| 4   | Vedran Zrnic         | Kroatien | 54  |
| 4   | Bjarte Myrhol        | Norge    | 54  |
| 6   | Alexander Pettersson | Island   | 53  |
| 7   | Nikola Karabatic     | Frankrig | 51  |
| 8   | Tomasz Tłuzynski     | Polen    | 47  |
| 8   | Gudjón Sigurdsson    | Island   | 47  |
| 10  | Niclas Ekberg        | Sverige  | 43  |

## Kvalifikation
Formålet med kvalifikationen var at finde de 24 hold til slutrunden ved VM i håndbold 2011 i Sverige. Holdene blev fundet ved kvalifikationsturneringer på de respektive kontinenter. Værtslandet Sverige og de forsvarende mestre Frankrig var automatisk kvalificeret til slutrunden, og det efterlod 22 ledige pladser at spille om. De kontinentale håndboldforbund var blevet tildelt følgende antal af disse 22 hold:
| Kontinent  | Forbund | Kvote    |  |
| Europa     | EHF     | 12 hold0 |  |
| Afrika     | CAHB    | 3 hold   |  |
| Asien      | AHF     | 3 hold   |  |
| Panamerika | PATHF   | 3 hold   |  |
| Oceanien   | OCHF    | 1 hold   |  |

### Europa
Fra Europa var Sverige som værtsland og Frankrig som forsvarende verdensmester automatisk kvalificerede. Derudover spilledes der om 12 ledige pladser ved VM-slutrunden.
De tre bedste hold ved EM 2010 (ekskl. Sverige og Frankrig), Kroatien, Island og Polen, kvalificerede sig til VM-slutrunden. De øvrige 11 hold fra EM gik videre til playoff-kampene, hvor de sammen med syv hold fra kvalifikationsrunden spillede om de sidste ni europæiske pladser ved VM-slutrunden.

#### Kvalifikationsrunde
Holdene som ikke var kvalificeret til EM 2010 spillede i kvalifikationsrunden om syv pladser i playoff-kampene. De 23 hold var inddelt i fem grupper med tre hold og to grupper med fire hold, hvorfra de syv vindere gik videre til playoff-kampene. Kampene i denne runde blev spillet i perioden 15. – 17. januar 2010, og grupperne blev afviklet som miniturneringer i en af gruppens lande – værtslandet for de enkelte grupper er nedenfor markeret med fed skrift.
| Gruppe 1     | Kampe | Mål     | Point |
| ------------ | ----- | ------- | ----- |
| Schweiz      | 3     | 106-560 | 6     |
| Cypern       | 3     | 81-93   | 4     |
| Hviderusland | 3     | 92-89   | 2     |
| Færøerne     | 3     | 076-117 | 0     |

| Gruppe 2       | Kampe | Mål     | Point |
| -------------- | ----- | ------- | ----- |
| Rumænien       | 3     | 97-76   | 6     |
| Bosnien-Herc.  | 3     | 100-760 | 4     |
| Finland        | 3     | 86-83   | 2     |
| Storbritannien | 3     | 067-115 | 0     |

| Gruppe 3  | Kampe | Mål   | Point |
| --------- | ----- | ----- | ----- |
| Slovakiet | 2     | 77-44 | 4     |
| Israel    | 2     | 62-50 | 2     |
| Bulgarien | 2     | 44-89 | 0     |

| Gruppe 4 | Kampe | Mål   | Point |
| -------- | ----- | ----- | ----- |
| Holland  | 2     | 51-38 | 4     |
| Estland  | 2     | 51-42 | 2     |
| Belgien  | 2     | 37-59 | 0     |

| Gruppe 5   | Kampe | Mål   | Point |
| ---------- | ----- | ----- | ----- |
| Grækenland | 2     | 63-48 | 4     |
| Montenegro | 2     | 54-55 | 2     |
| Italien    | 2     | 48-62 | 0     |

| Gruppe 6   | Kampe | Mål   | Point |
| ---------- | ----- | ----- | ----- |
| Portugal   | 2     | 64-51 | 4     |
| Luxembourg | 2     | 55-64 | 2     |
| Letland    | 2     | 61-65 | 0     |

| Gruppe 7   | Kampe | Mål   | Point |
| ---------- | ----- | ----- | ----- |
| Litauen    | 2     | 61-48 | 3     |
| Makedonien | 2     | 59-50 | 3     |
| Tyrkiet    | 2     | 50-72 | 0     |

Resultaterne betød, at Schweiz, Rumænien, Slovakiet, Holland, Grækenland, Portugal og Litauen gik videre til playoff-kampene.

#### Playoff-kampe
De 11 hold fra EM 2010, som ikke kvalificerede sig til VM-slutrunden, spiller sammen med de syv hold fra kvalifikationsrunden om Europas sidste ni pladser ved VM. 
De atten hold blev ved lodtrækning parret i ni opgør, og lodtrækningen til playoff-kampene blev foretaget søndag 31. januar 2010 i Wien i forbindelse med EM 2010. Holdene mødes ude og hjemme, og de samlede vindere går videre til VM. Kampene skal spilles i weekenderne 12. – 13. juni og 19. – 20. juni 2010.
| Kamp                  | Samlet | 1.kamp | 2.kamp |
| --------------------- | ------ | ------ | ------ |
| Østrig - Holland      | 59−49  | 31-15  | 28-34  |
| Norge - Litauen       | 51−40  | 27-19  | 24-21  |
| Slovenien - Ungarn    | 52−53  | 27-25  | 25-28  |
| Tyskland - Grækenland | 52−40  | 25-20  | 27-20  |
| Slovakiet - Ukraine   | 55−51  | 25-30  | 30-21  |
| Serbien - Tjekkiet    | 49−48  | 27-23  | 22-25  |
| Rumænien - Rusland    | 65−64  | 28-32  | 37-32  |
| Danmark - Schweiz     | 66−56  | 32-27  | 34-29  |
| Portugal - Spanien    | 51−60  | 26-27  | 25-33  |

### Asien
Asienmesterskabet i håndbold 2010, som blev afviklet i Beirut, Libanon i perioden 6. – 18. februar 2010, fungerede som kvalifikation, og de tre bedst placerede hold ved mesterskabet, Sydkorea, Bahrain og Japan, kvalificerede sig til VM-slutrunden.

### Afrika
Afrikamesterskabet i håndbold 2010, som blev afviklet i Cairo, Egypten i perioden 11. – 21. februar 2010, fungerede som kvalifikation, og de tre bedst placerede hold ved mesterskabet, Tunesien, Egypten og Algeriet, kvalificerede sig til VM-slutrunden.

### Panamerika
Panamerikamesterskabet i håndbold 2010, som blev afviklet i perioden 22. – 26. juni 2010 i Chile, fungerede som kvalifikation, og de tre bedst placerede hold ved mesterskabet, Argentina, Brasilien og Chile, kvalificerede sig til VM-slutrunden.

### Oceanien
Oceanien har én plads ved VM-slutrunden, og pladsen gik til vinderen af OCHF's VM-kvalifikationsturnering, som afvikledes i perioden 8. – 10. maj 2010 i Te Rauparaha Arena i Porirua, New Zealand. De tre deltagende hold spillede en dobbeltturnering, som blev vundet af Australien, som dermed kvalificerede sig til VM-slutrunden.
| Dato  | Kamp                     | Res.  |
| ----- | ------------------------ | ----- |
| 8.5.  | Australien - Cookøerne   | 41-13 |
| 8.5.  | Australien - New Zealand | 30-17 |
| 9.5.  | Australien - New Zealand | 30-16 |
| 9.5.  | Cookøerne - New Zealand  | 21-36 |
| 10.5. | Cookøerne - Australien   | 07-46 |
| 10.5. | Cookøerne – New Zealand  | 12-31 |

| Gruppe A    | Kampe | Mål     | Point |
| ----------- | ----- | ------- | ----- |
| Australien  | 4     | 147-530 | 8     |
| New Zealand | 4     | 100-930 | 4     |
| Cookøerne   | 4     | 053-154 | 0     |

## Slutstilling
Den endelige slutstilling for VM i håndbold 2011 for mænd.
| Samlet rangering |            |
| Plac.            | Hold       |
| Guld             | Frankrig   |
| Sølv             | Danmark    |
| Bronze           | Spanien    |
| 4.               | Sverige    |
| 5.               | Kroatien   |
| 6.               | Island     |
| 7.               | Ungarn     |
| 8.               | Polen      |
| 9.               | Norge      |
| 10.              | Serbien    |
| 11.              | Tyskland   |
| 12.              | Argentina  |
| 13.              | Sydkorea   |
| 14.              | Egypten    |
| 15.              | Algeriet   |
| 16.              | Japan      |
| 17.              | Slovakiet  |
| 18.              | Østrig     |
| 19.              | Rumænien   |
| 20.              | Tunesien   |
| 21.              | Brasilien  |
| 22.              | Chile      |
| 23.              | Bahrain    |
| 24.              | Australien |